# Wonokerto Kulon
Wonokerto Kulon is een bestuurslaag in het regentschap Pekalongan van de provincie Midden-Java, Indonesië. Wonokerto Kulon telt 5967 inwoners (volkstelling 2010).